# الاتحاد الكنفدرالي الغرناطي
الاتحاد الكنفدرالي الغرناطي (بالإسبانية: Confederación Granadina)‏ كانت دولة فيدرالية تضم أراضي جمهوريتي كولومبيا وبنما الحاليتين فيما بين أعوام 1858 و 1863. تأسست عقب دستور 1858 خلال فترة حكم ماريانو أوسبينا رودريجيث. واستبدلت هذه الوثيقة النظام المركزي الفيدرالي الذي نظمه دستور 1853، وكان بمثابة التمهيد لتشكيل ما يسمى أوليمبو الراديكالي، وهي الفترة التي فرضت الأفكار الليبرالية الراديكالية الكولومبية تحت مسمى الولايات المتحدة الكولومبية (1863-1886).